# Ernst Martin Ditmar
Ernst Martin Ditmar (* 11. Mai 1713 in Schlagsdorf; † 31. März 1766 in Domhof Ratzeburg) war ein deutscher evangelisch-lutherischer Geistlicher und Dompropst am Ratzeburger Dom.

## Leben
Ditmar war ein Sohn des Schlagsdorfer Pastors Balthasar Adolf Ditmar († 1730) und seiner Frau Eleonora Dorothea, geb. Masius, einer Nichte von Hector Gottfried Masius. Gottfried Rudolf von Ditmar (1716–1795) war sein jüngerer Bruder.
Er wurde zunächst von Hauslehrern unterrichtet und besuchte von 1731 bis 1733 das Gymnasium in Schwerin. Ab 1733 studierte er Evangelische Theologie an der Universität Wittenberg.
Nach einer Zeit als Lehrer in Hitzacker und in Stove wurde er 1740 Pastor an der Dorfkirche Herrnburg. 1751 wurde er als Nachfolger von Gottfried Kohlreif zum Dompropst, Konsistorial-Assessor und Hauptpastor an den Ratzeburger Dom berufen, wo er bis an sein Lebensende blieb.
Er war verheiratet mit Katharina Elisabeth, geb. Bacmeister (1718–1802). Von den 10 Kindern des Paares überlebten ihn nur ein Sohn, der Kammersekretär bei der Regierung auf dem Domhof Ernst Rudolf Ditmar (1741–1799) und eine Tochter, Hedwig Christina (1752–1828), verheiratet mit dem Pastor in Schönberg (Mecklenburg) Johann Bernhard Wendt († 1793).